# Enrico Besta
Enrico Besta (Tresivio, 29 giugno 1874 – Milano, 12 luglio 1952) è stato un giurista e storico italiano.

## Biografia
Giovanissimo fu subito appassionato dagli studi: a soli tredici anni iniziò a trascrivere documenti valtellinesi.
Iniziò la propria carriera nell'università italiana come studioso di Storia del diritto italiano all'Università degli Studi di Padova.
Vinse all'età di ventiquattro anni la cattedra di Storia del diritto all'Università degli Studi di Sassari.
In pochi anni divenne uno dei più importanti studiosi di storia del diritto italiano, allargando le proprie conoscenze a tutto il mondo del diritto.
In breve tempo raggiunse la fama internazionale e approfondì molti temi storici con particolare riguardo al periodo medievale, alla Sardegna e Valtellina.
Nel 1908-1909 pubblicò La Sardegna medievale, opera composta da due volumi.
Nel 1923-1925 venne pubblicato il volume a cura di Pasquale Del Giudice Storia del diritto italiano in cui al Besta venne affidata la sezione relativa alle fonti. Tra queste sarà considerata la sua opera più importante la Legislazione e scienza giuridica dalla caduta dell'Impero romano al sec. XVI, in cui non si limita solo a ricostruire la storia esterna delle fonti ma propone uno «studio più organico della larga produzione statutaria, e, in sostanza, di pervenire ad una rivalutazione obbiettiva dell'opera dei giureconsulti italiani, piuttosto malmenati dal Savigny» (come ad esempio lo studio svolto sulle opere di Bartolomeo da Novara).
Nel 1924 divenne docente presso l'Università degli Studi di Milano.
Fu consigliere nel 1952 del Centro italiano di studi sull'alto medioevo di Spoleto.
Morì a Milano il 12 luglio 1952 all'età di 79 anni.

## Opere

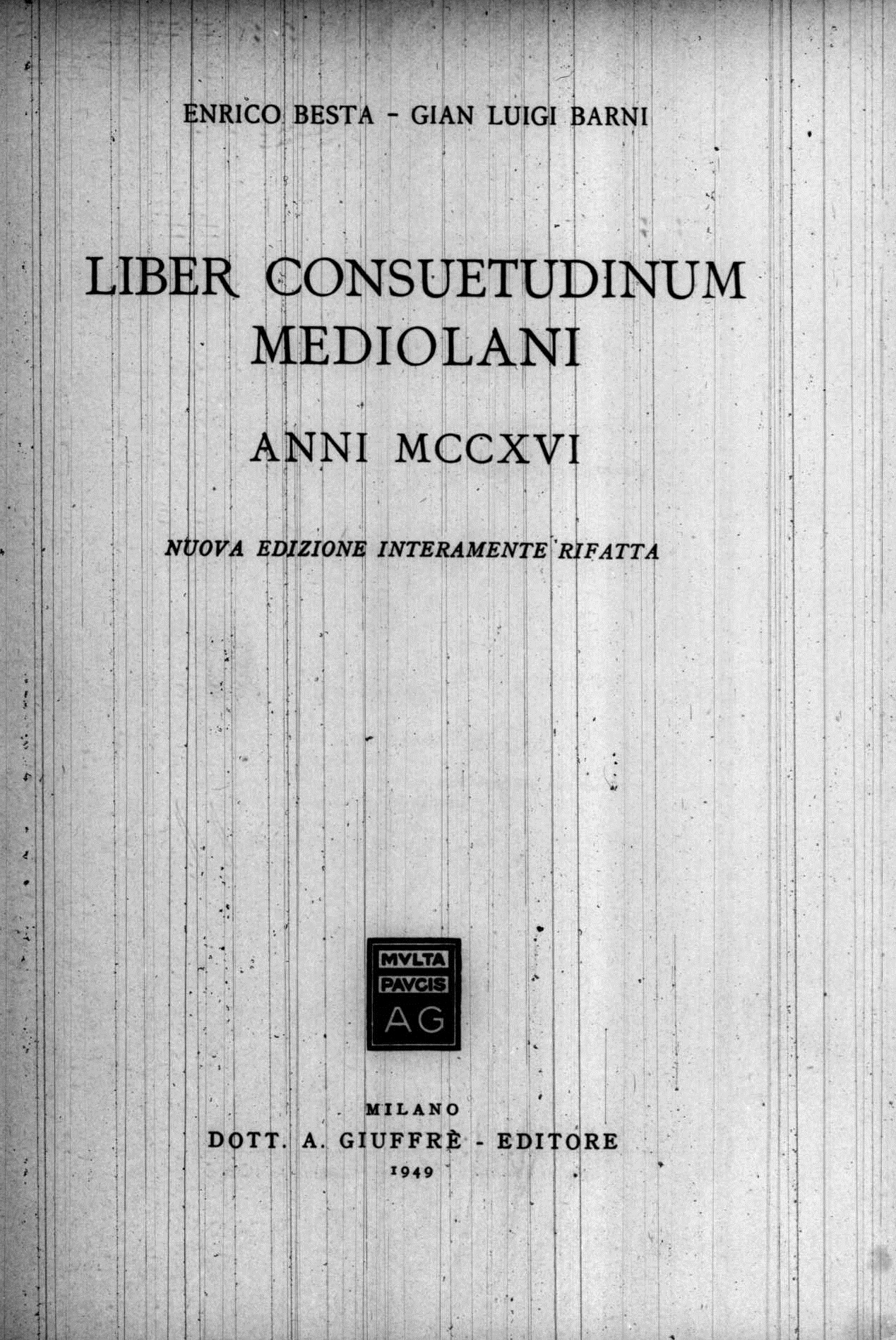
Liber consuetudinum Mediolani anni 1216, 1949

- Jacopo Bertaldo e lo splendor venetorum civitatis consuetudinum, Venezia, Visentini, 1897.
- Il senato veneziano (origine, costituzione, attribuzioni e riti), Venezia, 1899.
- Appunti per la storia del diritto penale nel dogado veneziano innanzi al 1232, Milano, Società editrice libraria, 1899.
- Per la storia del Giudicato di Cagliari al principiare del secolo decimoterzo, Sassari, Tipografia e libreria Gallizzi, 1901.
- La legislazione medievale di Sardegna, Palermo, Boccone del Povero, 1908.
- Sulla composizione della Cronaca veneziana attribuita al diacono Giovanni, Venezia, C. Ferrari, 1914.
- Le relazioni tra la c. d. Summa Raymundi e la letteratura giuridica italiana, Roma, A. Sampaolesi, 1924.
- Arrigo Solmi, I condaghi di s. Nicola di trullas e di s. Maria di bonarcado, Milano, Giuffrè, 1937.
- Fonti del diritto italiano dalla caduta dell'impero romano sino ai tempi nostri, Padova, CEDAM, 1938.
- Bormio antica e medioevale e le sue relazioni con le potenze finitime, Milano, Giuffrè, 1945.
- Avviamento allo studio della storia del diritto italiano, Milano, Giuffrè, 1946.
- Il diritto internazionale nel mondo antico, Milano, Giuffrè, 1946.
- Liber consuetudinum Mediolani anni 1216, Milano, Giuffrè, 1949.